# Купуния, Бабуца Платоновна
Бабуца Платоновна Купуния, в замужестве — Купуния-Тодуа (1924 год, село Ахалсопели, ССР Грузия) — звеньевая колхоза имени Берия Ахалсопельского сельсовета Зугдидского района, Грузинская ССР. Герой Социалистического Труда (1948).

## Биография
Родилась в 1924 году в крестьянской семье в селе Ахалсопели Зугдидского уезда. Окончила местную сельскую школу, после которой с начала 1940-х годов трудилась на чайной плантации колхоза имени Берия Зугдидского района (с 1953 года — колхоз имени Ленина). В послевоенные годы — звеньевая комсомольско-молодёжного звена чаеводов в этом же колхозе.
В 1947 году звено под его руководством собрало 10203 килограмма чайного листа на участке площадью 2,4 гектара. Указом Президиума Верховного Совета СССР от 21 февраля 1948 года удостоена звания Героя Социалистического Труда за «получение в 1947 году высокого урожая сортового зелёного чайного листа и табака» с вручением ордена Ленина и золотой медали «Серп и Молот» (№ 789).
В этот же день другим указом званием Героя Социалистического Труда был награждён её отец Платон Дзадзуевич Купуния.
После выхода на пенсию проживала в родном селе Ахалсопели Зугдидского района. С 1970 года — пенсионер союзного значения.